# Revue belge de la police administrative et judiciaire
 (mai 2023).
La mise en forme du texte ne suit pas les recommandations de Wikipédia : il faut le « wikifier ».
Les points d'amélioration suivants sont les cas les plus fréquents :
- Les titres sont pré-formatés par le logiciel. Ils ne sont ni en capitales, ni en gras.
- Le texte ne doit pas être écrit en capitales (les noms de famille non plus), ni en gras, ni en italique, ni en « petit »…
- Le gras n'est utilisé que pour surligner le titre de l'article dans l'introduction, une seule fois.
- L'italique est rarement utilisé : mots en langue étrangère, titres d'œuvres, noms de bateaux, etc.
- Les citations ne sont pas en italique mais en corps de texte normal. Elles sont entourées par des guillemets français : « et ».
- Les listes à puces sont à éviter, des paragraphes rédigés étant largement préférés. Les tableaux sont à réserver à la présentation de données structurées (résultats, etc.).
- Les appels de note de bas de page (petits chiffres en exposant, introduits par l'outil «  Source ») sont à placer entre la fin de phrase et le point final[comme ça].
- Les liens internes (vers d'autres articles de Wikipédia) sont à choisir avec parcimonie. Créez des liens vers des articles approfondissant le sujet. Les termes génériques sans rapport avec le sujet sont à éviter, ainsi que les répétitions de liens vers un même terme.
- Les liens externes sont à placer uniquement dans une section « Liens externes », à la fin de l'article. Ces liens sont à choisir avec parcimonie suivant les règles définies. Si un lien sert de source à l'article, son insertion dans le texte est à faire par les notes de bas de page.
- La présentation des références doit suivre les conventions bibliographiques. Il est recommandé d'utiliser les modèles {{Ouvrage}}, {{Chapitre}}, {{Article}}, {{Lien web}} et/ou {{Bibliographie}}. Le mode d'édition visuel peut mettre en forme automatiquement les références.
- Insérer une infobox (cadre d'informations à droite) n'est pas obligatoire pour parachever la mise en page.

Pour une aide détaillée, merci de consulter Aide:Wikification.
Si vous pensez que ces points ont été résolus, vous pouvez retirer ce bandeau et améliorer la mise en forme d'un autre article.
La revue belge de la police administrative et judiciaire est une publication périodique qui paraît entre 1880 et 1939, et qui se donne pour objectif de fournir de l'information utile aux fonctionnaires de police. Créée par un ancien commissaire de police, elle est notamment dirigée un temps par Jean Ultimar Lambert van Mighem, puis par Florent-Édouard Louwage. Elle est généralement constituée de pages dédiées à des études (portant notamment sur les normes en vigueur au sein de l'institution policière, ou encore sur l'identité nationale), d'une rubrique « officielle » et d'une note de jurisprudence.

## Contexte historique
La création de la revue s'inscrit à la suite d'un contexte temporel, durant lequel la police belge rencontre un certain nombre d'évolutions. Auparavant, la police n’avait pas vocation à produire des écrits quant à leurs activités car cette tâche venait empiéter sur d’autres de leur mission.
En effet, entre 1780 et 1814, l'usage et le rôle de l'écrit va nettement se développer au sein du système policier. Le quotidien des agents de police va donc se bureaucratiser par  l'emploi de procès-verbaux, de mains courantes, de divers registres et rapports, etc. Cette nouvelle pratique conduit à l'acquisition d'une nouvelle compétence au sein des services de police, qu'est la maitrise de l'écriture et de la lecture. Cependant, cette compétence ne sera pas confiée à l’ensemble des agents car elle est assez chronophage et demande une certaine disponibilité ainsi qu’un esprit volontariste. De sorte que l'on désignera le bureau du commissaire de police comme organe essentiel de cette aptitude scripturale.
Ainsi, la création d'une revue belge de la police créée par un ancien commissaire de police succède donc à cette habitude prise par les forces de l'ordre de retranscrire la quasi-totalité des actes de police. Elle vise même à former les agents de police à leur devoir administratif en reprenant notamment certains exemples de rapports, modèles de registres ou de documents quelconques essentiels aux fonctionnement des bureaux de police.

## Directeurs de la revue

### Jean Ultimar Lambert van Mighem (1833-1897)
Jean Ultimar Lambert van Mighem est née le 13 juillet au Limbourg au Pays-Bas 1833 et est mort en 1897  au Hainaut en  Belgique. Il est le fondateur et directeur de la revue belge de la police judiciaire et administrative de 1880 à 1924. Il a été ancien officier de Police judiciaire à Bruxelles puis commissaire de police à Nivelles puis à Tilleur, commissaire adjoint de la division judiciaire à Bruxelles de 1872 à 1874. Par la suite il devient commissaire en chef et officier du ministère public près du tribunal de simple police de Tournai lorsqu'il publie la revue. Il fut par ailleurs l'auteur de très nombrables écrits de la pratique policière, tels que le Manuel pratique des officiers du ministère public près des tribunaux de police de Belgique, ou le Petit code usuel des agents de police.

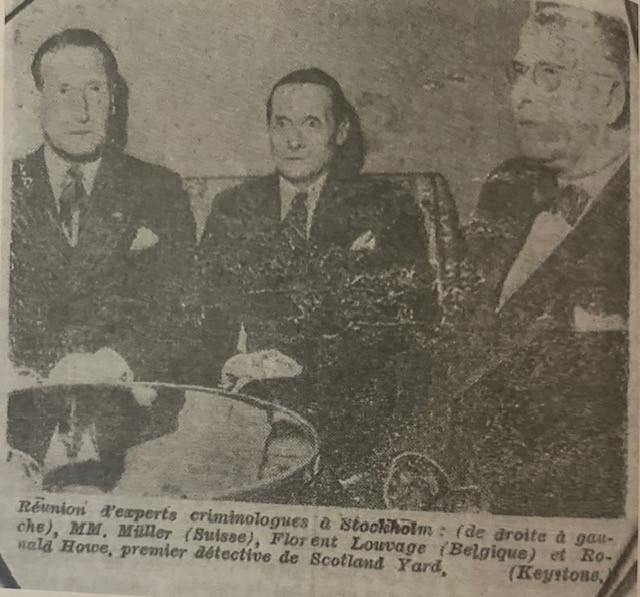
SPF Just, DP, L'Avenir du Luxembourg, 11 mai 1947

### Florent-Édouard Louwage (1888-1967)
Florent-Edouard Louwage reprend la direction de la revue en 1924 avec pour rédacteur en chef Raoul Van Den Voorde secrétaire communal et archiviste de la ville de Menin, ancien officier de police administrative et judiciaire, rédacteur en chef, Secrétaire communal et Archiviste de la ville de Menin, mais aussi ancien officier de police administrative et judiciaire, rédacteur en chef Secrétaire communal et Archiviste de la ville de Menin, mais aussi ancien officier de police administrative et judiciaire.
Florent Louwage était notamment connu comme un ardent partisan de la police technique et scientifique. Il a notamment été membre de la Fédération Nationale des Commissaires et commissaire adjoints de la police. En 1930, il rejoindra le bureau directeur de ladite association. Avec le temps, il sera considéré comme une référence essentielle dans ce domaine du à ses nombreuses production d’écrits de police.
Florent Louwage née en 1888 à Kallo et mort le 30 juillet 1967 à Koksijde, il va certes connaitre un parcours assez riche. Il commence sa carrière policière en 1909 en tant que commissaire adjoint à Ostende, par la suite il arrive en 1912 à Bruxelles ou il poursuit ses activités policières. Lorsqu’en 1921 il se voit attribuer le poste de commissaire de la Police Judiciaire puis est promu au grade d’officier judiciaire principal de Bruxelles en 1924. En octobre 1936, il prend poste en tant que directeur du commissariat Général de la Police Judiciaire jusqu’en mars 1940. Il va ensuite délaisser ses attributions pour le poste d’Inspecteur général de la Sûreté de l’État.
Par ailleurs, au-delà de ses activités policières variées Florent Louwage a également eu une carrière militaire particulièrement conséquente. Il débuta son service militaire à partir du 1er octobre 1906 et l’acheva avec le grade de sergent-major d’infanterie en 1908. Par la suite il s’engagea pour deux ans de service actif et quatre ans de réserve. Il est nommé en 1914 en tant que sergent au 1er régiment de ligne, un peu plus tard en aout il prendra place en tant qu’officier auxiliaire. En juillet 1915, il est désigné au Service militaire en tant qu’inspecteur. Par la suite, il sera affecté à l’armée de campagne et demeurera cantonné en Belgique. Quelques années plus tard en 1918, il deviendra directeur de la Sureté militaire auprès de l’Armée d’occupation en Allemagne. Cette fonction lui aura valu le titre de capitaine invalide de guerre à 50%.

## Contenu

### Objectifs
Les objectifs de la revue sont explicites et se retrouvent en page de garde de plusieurs éditions publiées. Ainsi, nous pouvons retenir qu’elle aspire autant que possible à soutenir les intérêts moraux et matériels de la famille des fonctionnaires de la police administrative et judiciaire. Elle se fait source d’une analyse des questions relatives aux divers services de la police et tend à publier les dispositions organiques qui les concernent. Elle insiste dès lors sur son but utilitaire tout en étant pratique et désintéressée. La revue, qui fût créée pour combler la lacune que constitue le manque d’organe périodique dans ce milieu, est devenue, selon elle, une encyclopédie de la fonction policière. Elle arborera d’ailleurs cette appellation en couverture à partir de 1906.

### Éditions et impression
Nous dénombrons 225 livraisons s’étendant entre 1880 et 1939, avec une interruption entre 1913 et 1919 à cause de la première guerre mondiale. La parution de cette dernière était systématiquement prévue entre le premier et le dixième jour du mois et ses adhérents en disposaient en souscrivant à un abonnement à valeur de six francs pour les Belges et de huit francs pour les étrangers. À partir de 1919, l’abonnement annuel s’élève à dix francs. Il augmentera jusqu’à coûter 15 francs pour les «fédérés» et 30 francs pour les autres en 1939. La mise en page de la revue ainsi que les typographies employées changent au cours des années, ce qui met en évidence l’évolution des techniques d’impression. Le siège de la revue se délocalisera puisque cette dernière déménagera de Tournai pour s’installer à Bruxelles et enfin, s’établir à Menin. Notons que les rédacteurs de la revue belge de police administrative et judiciaire s’adonneront également à la composition d’un Manuel de police.

### Structure
Le contenu de la revue se compose comme suit : les questions étudiées, la rubrique « officielle » et enfin la note de jurisprudence. Mentionnons également la présence d’une table des matières alphabétique se trouvant à la fin de chaque édition. Nous pouvons retrouver, de manière moins récurrentes, des rubriques nécrologiques ainsi que des réponses de la rédaction aux questions posées par les lecteurs. Par ailleurs, le début de chaque édition laisse place à plus de liberté, sans protocole formel et structurel. De fait, nous pouvons apprécier un avis de la rédaction, des rappels de mise à l’agenda de rendez-vous délibératifs pour la communauté (congrès) ou encore le message d’un membre du gouvernement qui au passage, témoigne de l’influence de la revue employée dès lors comme un moyen de communication par le législateur.

#### Les études
Les thématiques abordées dans l’étude de questions sont sélectionnées corrélativement à la vie professionnelle du policier et à tout ce qui a attrait à son activité. La revue publie les normes en vigueur pertinentes pour l’officier, mais elle les analyse également. La rédaction tend à remettre en question la fonction policière le plus souvent possible notamment en comparant la profession telle qu’elle est appliquée en Belgique en parallèle avec les moyens d’action des pays limitrophes. Nous pouvons aussi trouver des classifications des différents services de police. Elle permet donc de rendre compte à ses lecteurs de la marche à suivre et des limites de leurs prérogatives*. Les sujets ainsi traités ne se limitent à aucun domaine d’action. En effet nous pouvons observer des influences sociologiques, juridiques, psychologiques ou encore scientifiques. Plusieurs disciplines sont mobilisées dans le but de créer la source la plus complète possible. Les thèmes des articles écrits par la rédaction mettent en lumière la réalité juridique et sociale relative à chaque édition. Ainsi, à la suite de la première guerre mondiale, nous pouvons observer que les études s’intéressent essentiellement à l’identité nationale, à la citoyenneté belge et à l’état de France. Dans le même ordre d’idées, l’édition de 1921 traite particulièrement du droit constitutionnel, des libertés individuelles et du recensement de la population et ce, en lien avec l’adoption du suffrage universel pur et simple en Belgique durant la même année.

#### La rubrique officielle
La rubrique « officielle » (renommée « partie officielle ») permet d’informer les lecteurs des éventuelles désignations, décorations ou encore des « traitements », désignant les honoraires (et potentielles indemnités) afférents aux différents fonctionnaires selon leur postes. Cette partie permet de répondre au devoir de transparence faisant écho aux objectifs de la revue.

#### Les notes de jurisprudence
Les notes de jurisprudence sont des extraits d’arrêts rendus par différentes juridictions belges. Nous ne retrouvons généralement pas l’arrêt dans son entièreté mais des parties choisies par la rédaction, les jugeant plus pertinentes pour les consommateurs. Les notes sont généralement suivies d’une bibliographie permettant aux plus intéressés d’avoir les références des jurisprudences entières. Nous pouvons y lire les plus gros faits divers belges ou européens, des décisions impliquant la fonction de police ou encore des applications en l‘espèce de nouvelles normes juridiques en vigueur.